# Fernando Birri
Fernando Birri (Santa Fe (Argentina), 13 de març de 1925 - Roma, 27 de desembre de 2017) va ser un cineasta i teòric argentí. Fou considerat per molts com el pare del nou cinema llatinoamericà.

## Biografia
Birri va néixer a Santa Fe (Argentina). Després de dedicar-se al teatre i a la poesia, va anar a Roma a estudiar cinema al  Centro Sperimentale di Cinematografia , de 1950 a 1953, i va aparèixer a la pel·lícula italiana de 1955 Gli sbandati. El 1956 va tornar a Santa Fe, per formar l'Institut de Cinema de la Universitat Nacional del Litoral. Un any més tard va començar a filmar escenes de pobresa i misèria humana a la classe baixa de Santa Fe. El projecte, catalogat com una "pel·lícula d'enquesta", va durar tres anys, i el rodatge va acabar el 1958. Abans de projectar el resultat documental de 33 minuts,  Tire dié , Birri va debutar amb un curtmetratge anomenat La primera fundación de Buenos Aires, que es va estrenar al 12è Festival Internacional de Cinema de Canes, i fou aclamada per la crítica, cosa que li va obrir el seu camí per a nous projectes de naturalesa similar, com Buenos Días, Buenos Aires (1960) i més famós Los inundados (1961), que va guanyar el premi a la millor primera pel·lícula al Festival Internacional de Cinema de Venècia.
Després de dirigir un curtmetratge sobre La pampa gringa l'any 1963, Birri es va retirar de la direcció i només va tornar 12 anys després per fer una pel·lícula sobre Ernesto "Che" Guevara (Mi hijo el Che) l'any 1985. La seva següent pel·lícula, també sobre El Che, es va rodar l'any 1997 (Che, ¿muerte de una utopía?), però va romandre inèdita comercialment. Birri ha fet dues pel·lícules més: El siglo del viento (1999) i ZA 05. Lo viejo y lo nuevo (2006).
El 1986 Birri va cofundar l'Escola Internacional de Cinema i Televisió a San Antonio de los Baños, Cuba, de la que en fou el primer director. El 2009 Birri va ser professor visitant a la Tufts University a Medford, Massachusetts.
Birri podria tenir el rècord del títol més llarg d'una pel·lícula mai, per a la seva primera pel·lícula, el curt (41 minuts) estrenat al festival de Cannes de 1959, Vera historia de la primera fundación de Buenos Aires como también de varias navegaciones de muchas partes desconocidas, islas de reinos, también de muchos peligros, peleas y escaramuzas, tanto por tierra como por mar, que nunca han sido descriptos en otras historias o crónicas, extraídos del libro 'Viajes al río de La Plata', original del soldado alemán Ulrico Schmidl, miembro de la expedición capitaneada por don Pedro de Mendoza, quien publicó por primera vez estas memorias, bien anotadas para utilidad pública en la ciudad de Francfort el año 1567. Se sol anomenar La primera fundación de Buenos Aires.

## Filmografia
- El Fausto criollo (2011)
- Elegía fruiliana (2007)
- Za-2005. Lo viejo y lo nuevo (2006)
- Che: ¿muerte de la utopía? (1999)
- El siglo del viento (1999)
- Enredando sombras (1998)
- Un señor muy viejo con unas alas enormes (1988)
- Mi hijo el Che - Un retrato de familia de don Ernesto Guevara (1985)
- Rte.: Nicaragua (Carta al mundo) (1984)
- Rafael Alberti, un retrato del poeta (1983)
- Org (1978)
- Buenos días, Buenos Aires (1966) (curtmetratge)
- La primera fundación de Buenos Aires (1966) (curtmetratge)
- La pampa gringa (1963) (curtmetratge)
- Che, Buenos Aires (1962)
- Los inundados (1962)
- Tire dié (1960)